# Karlskrona
Karlskrona ( PRONÚNCIA) é uma cidade do Sul da Suécia, na província histórica de Blekinge. É a sede da comuna de Karlskrona, e a capital do condado de Blekinge (Blekinge län).

Situada a 32 km de Ronneby, tem uma população de 36 904 habitantes (2020). A parte central de Karlskrona fica localizada na ilha de Trossö, e o resto da cidade está espalhada pela terra firme e por outras ilhas do arquipélago de Blekinge.

A Cidade Naval de Karlskrona (Örlogsstaden Karlskrona) foi fundada nos finais do século XVII pelo rei Carlos XI, e estabelecida numas 30 ilhas. Está classificada como Património Histórico da Humanidade. 

## Etimologia e uso
Karlskrona recebeu o seu nome em alusão ao seu fundador – o rei Carlos I (em sueco: Karl I).

Em textos em português costuma ser usada a forma original Karlskrona.

| “ | Essas transformações podiam ser vistas via internet, bem como em um telão instalado em uma praça de Karlskrona                                        | ” |
|   | — Ruama Lorena Ferraz Ramos, E-GOV EM CACHOEIRA PAULISTA - SP: canais de relação entre governo municipal e cidadãos em um município de pequeno porte. |   |

## Comunicações
- Estradas: A estrada europeia E22 passa por Karlskrona. [11]
- Ferrovias: Karlskrona tem ligação ferroviária a Gotemburgo pela Linha de Costa a Costa e a Kristianstad e Malmo através da linha costeira de Blekinge (Blekinge kustbana). [12]
- Barcos: Uma linha de ferryboat liga Karlskrona a Gdynia na Polónia. [13]
- Aeroportos: O aeroporto mais próximo fica em Ronneby, a 30 km. [11]

## Guarnição Militar de Karlskrona
- Base Naval de Karlskrona [14]
- 3ª Flotilha de Combate Naval [15]
- 1ª Flotilha de Submarinos [16]
- Escola Prática de Combate Naval [17]

## Educação
A cidade de Karlskrona possui escolas de ensino básico e secundário e dispõe igualmente de educação de adultos (Komvux), de ensino superior profissional, de ensino superior (Yrkeshögskola) e de formação militar.  

#### Ensino superior
- Escola Técnica Superior de Blekinge (Blekinge Tekniska Högskola)

#### Ensino popular para adultos
- Escola Superior Popular de Litorina (Litorina folkhögskola)

#### Escolas militares
- Escola Prática de Combate Naval (Sjöstridsskolan)

## Património histórico, cultural e turístico
A cidade dispõe de um património turístico e cultural, onde podem ser destacados:

- Cidade Naval de Karlskrona (Örlogsstaden Karlskrona)
- Museu Naval (em sueco:  Marinmuseum)
- Trilho de Blekinge (Blekingeleden; de Sölvesborg e Olofström a Brömsebro)
- NKT Lighthouse (Torre NKT; com 150 m de altura))
- Arquipélago de Blekinge (Blekinge skärgård)

## Desporto

#### Trilhos pedestres e de bicicleta
- Trilho de Blekinge (Blekingeleden; de Sölvesborg e Olofström a Brömsebro)

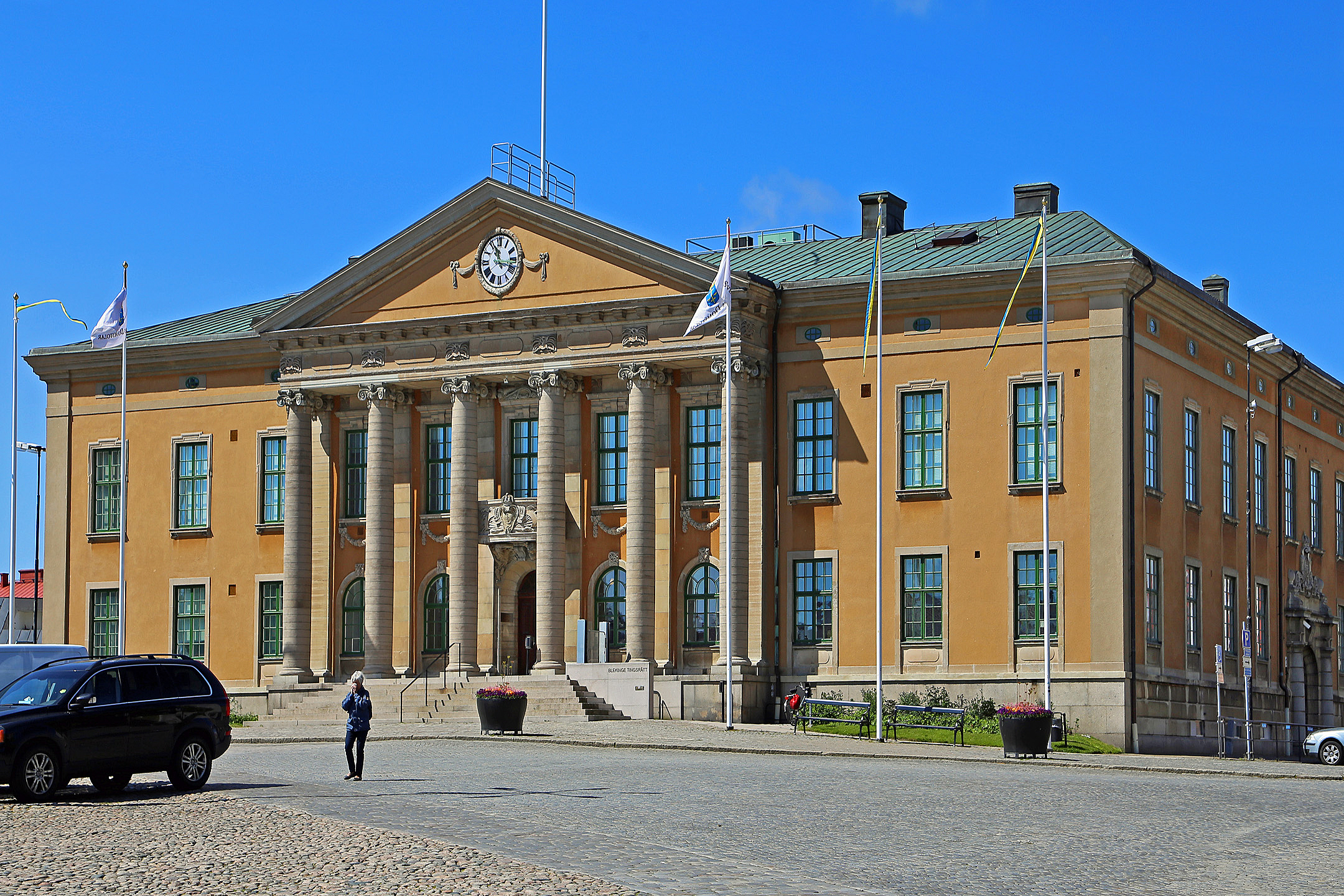
Câmara Municipal/Prefeitura
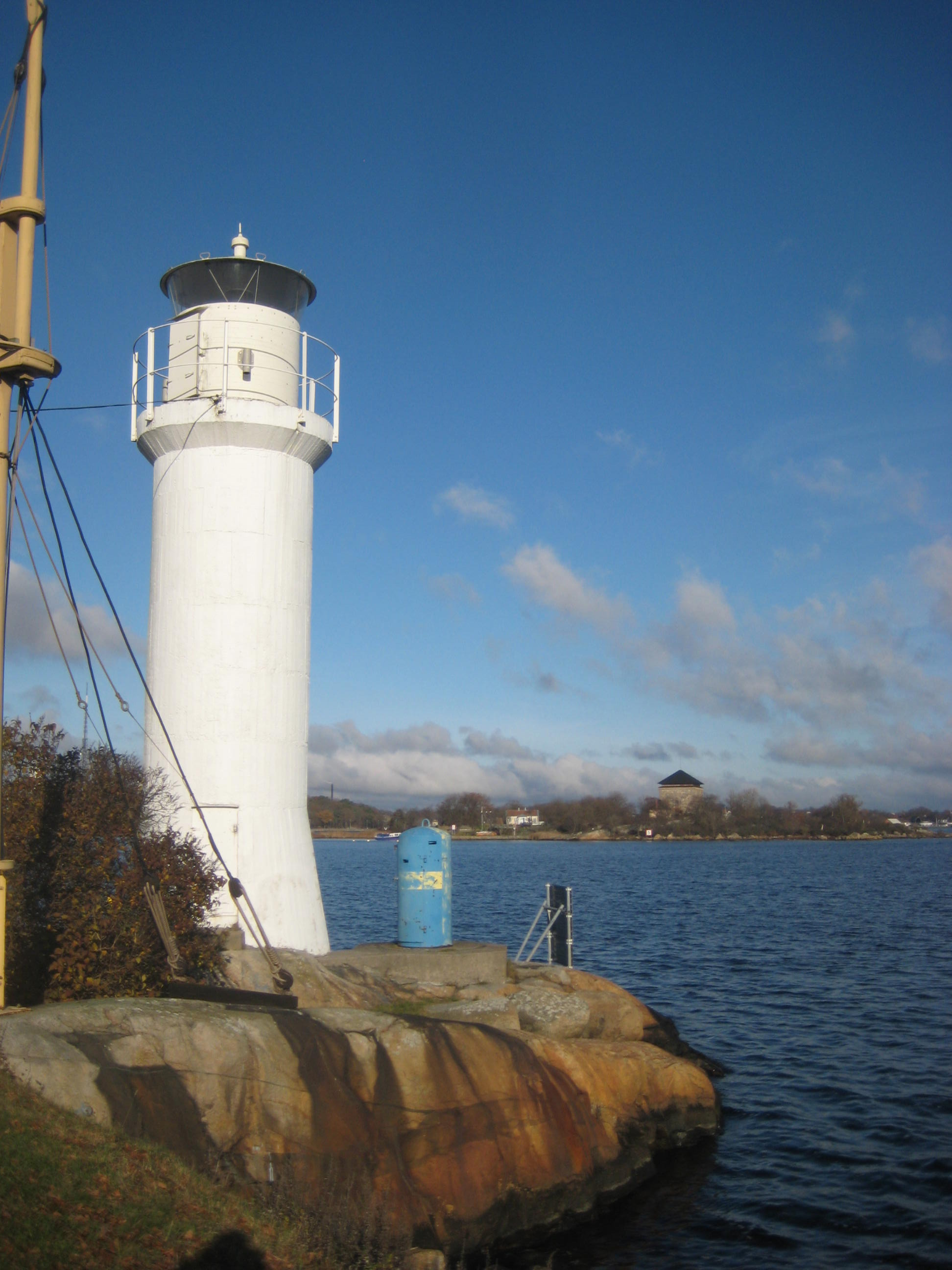
Farol da cidade
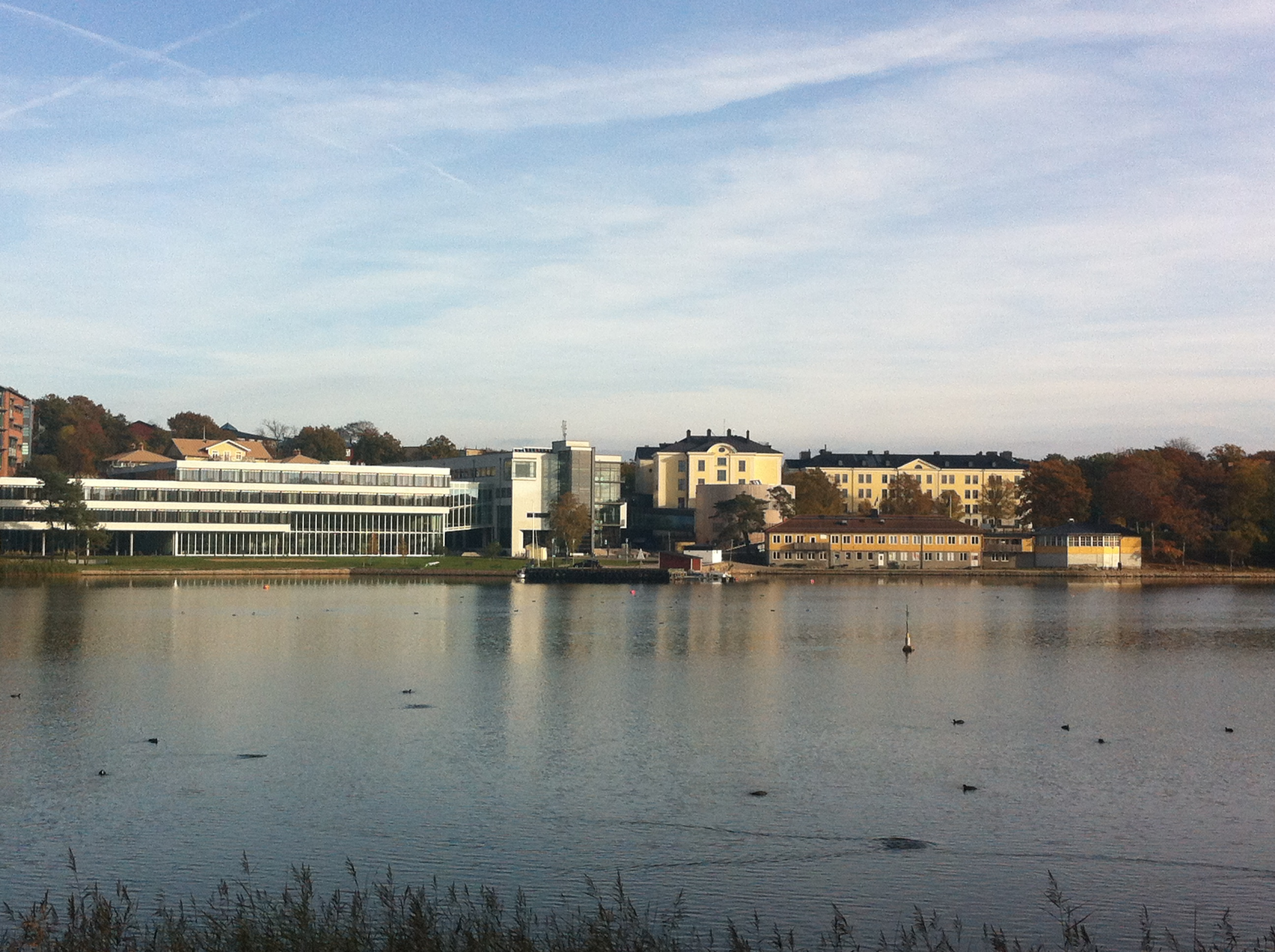
O Campus Gräsvik do Instituto de Tecnologia de Blekinge
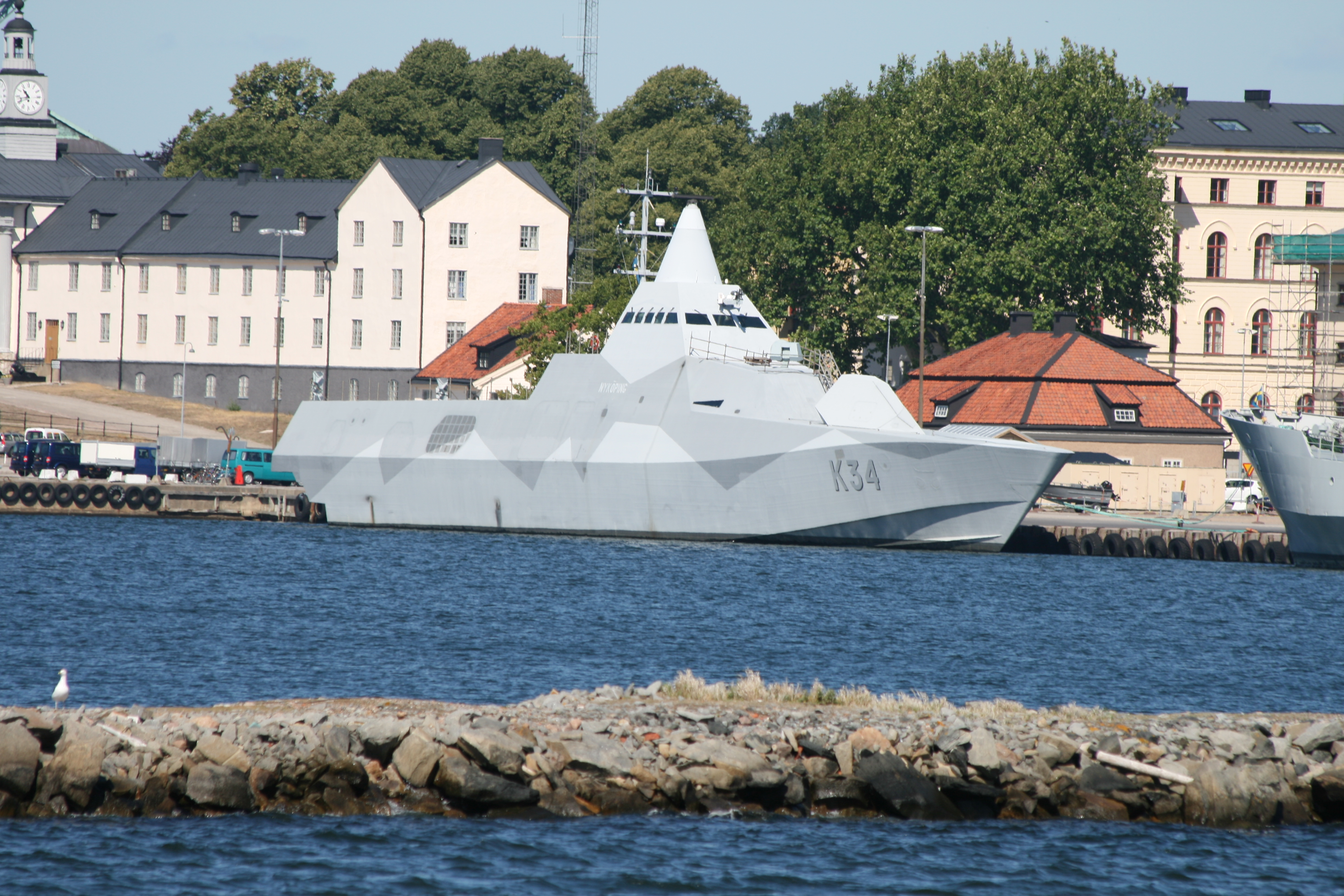
Navio militar na base naval de Karlskrona
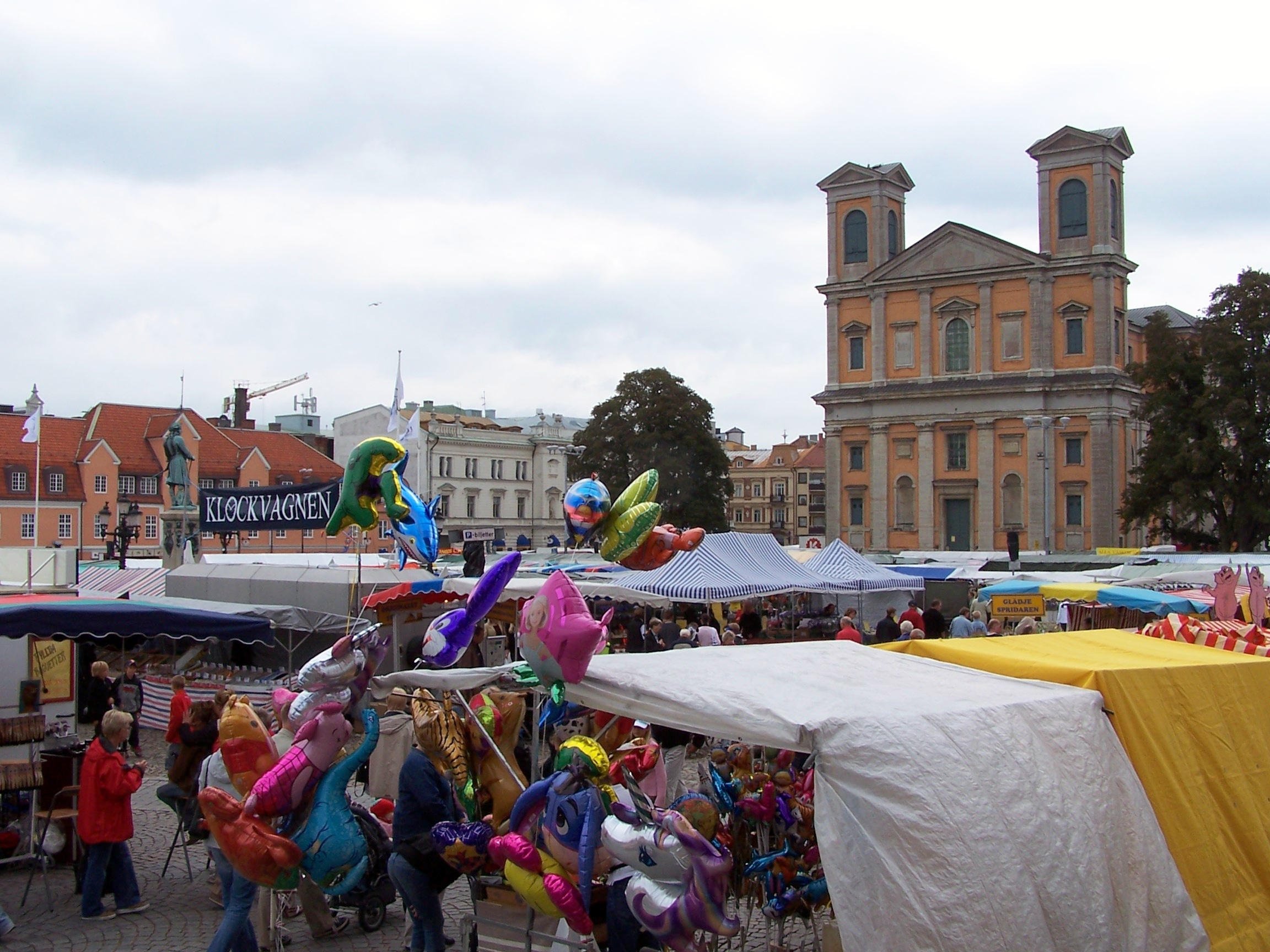
Mercado tradicional de Lövmarknaden